# Maja Stolle
Maja Stolle (* 14. Juni 1943 in Zürich) ist eine Schweizer Schauspielerin.

## Leben
Maja Stolle besuchte von 1950 bis 1955 die Primarschule in Zürich Wollishofen. Sie erlernte ihr schauspielerisches Können von 1962 bis 1964 am Bühnenstudio Zürich. Danach war sie an den Städtische Bühnen Heidelberg, am Theater Wilhelmshaven und am Theater Basel beschäftigt. Als freischaffende Schauspielerin trat sie u. a. an den Städtischen Bühnen Freiburg, Theater am Neumarkt Zürich, Schauspielhaus Zürich, Theater am Hechtplatz in Zürich und wieder am Theater Basel auf. Von 1982 bis 1993 war sie Dozentin an der Schauspielakademie Zürich und von 1997 bis 2006 an der Otto-Falckenberg-Schule in München. Breite Bekanntheit erlangte sie mit der Rolle der Frau Graber in der Sitcom Mannezimmer.
Aktuell ist Maja Stolle das Gesicht einer breit angelegten Werbekampagne der SBB, wo sie als Yvette Michel die Vorzüge des einfachen Fahrkartenkaufs mit der neuen SBB-Mobile App bewirbt.

## Filmografie
- 1976: Fluchtgefahr
- 1979: Ein Ruhetag
- 1981: Sennentuntschi[4]
- 1982: Der Besuch der alten Dame
- 1988: Quicker Than the Eye
- 1990: Exit Genua (All Out)
- 1997–2001: Mannezimmer
- 2005: Der Skifahrer[5]
- 2006: Alles bleibt anders
- 2014: Der Kreis
- 2014: Plötzlich Deutsch
- 2017: Lotto
- 2025: Die Beschatter – Der Todesengel

## Theater (Auswahl)
- 1953: Ein Sommernachtstraum
- 1965–1968: Romeo und Julia, Hamlet, Woyzeck
- 1968–1978: Jagdszenen aus Niederbayern, Die Hose, Der eingebildet Kranke, Was ihr wollt
- 1984: Dr neu Noah
- 1988: Liebe und Magie in Mammas Küche
- 1991–1992: Der zerbrochne Krug
- 1994–1995: Maria Stuart
- 2010: Die Schweizermacher[6]